# Guy Scott

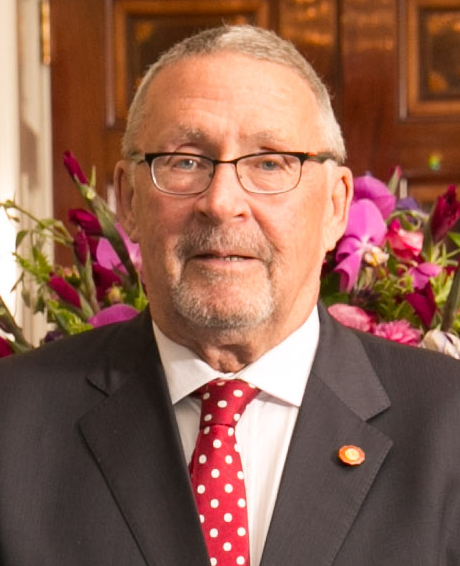
Guy Scott (2014)

Guy Lindsay Scott (* 1. Juni 1944 in Livingstone, Nordrhodesien) war von 2011 bis 2014 sambischer Vizepräsident und nach dem Tod von Präsident Michael Sata bis zur Wahl am 20. Januar 2015 interimistischer Präsident Sambias.

## Politische Laufbahn
1990 trat Scott dem Movement for Multi-Party Democracy (MMD) bei. 1991 wurde er in die Nationalversammlung gewählt und als Minister für Landwirtschaft, Nahrung und Fischerei berufen. 1996 gründete er die kurzlebige Lima Party. 2001 trat er der Patriotic Front (PF) bei. Bei den Wahlen in Sambia 2006 gewann er das Direktmandat im Wahlkreis Lusaka Central.
2011 berief ihn Präsident Michael Sata (ebenfalls PF) zum Vizepräsidenten. Scott war bis 2014 Vizepräsident Sambias und wurde nach dem Tod Satas am 28. Oktober 2014 am Folgetag vom Kabinett gemäß der Verfassungsbestimmungen zu dessen interimistischem Nachfolger ernannt. Präsident Sata hatte allerdings für die Zeit seiner medizinischen Behandlung im Ausland am 19. Oktober 2014 nicht Scott, sondern seinen Verteidigungsminister Edgar Lungu zum kommissarischen Präsidenten ernannt. Scott war der erste weiße Präsident eines afrikanischen Staates seit Frederik Willem de Klerk, dem letzten Präsidenten des südafrikanischen Apartheidregimes. Dieser Umstand, dass ein Weißer die höchsten Staatsgeschäfte führte, wurde in der westlichen Welt deutlich mehr Aufmerksamkeit geschenkt als in seinem Heimatland Sambia, wo er meist einfach als „weißer Sambier“ gesehen wurde. Als er bei einer Begegnung mit US-Präsident George W. Bush als sambischer Vizepräsident vorgestellt wurde, hielt dieser das zunächst für einen Scherz. In politischer Hinsicht vertrat Scott auch eher „lokal-afrikanische“ als westliche Ansichten. Er war mit dem populistischen, autoritären Michael Sata befreundet und fand lobende Worte für den im Westen verpönten Robert Mugabe.
Da die sambische Verfassung verlangt, dass beide Elternteile eines Präsidentschaftskandidaten durch Geburt oder Abstammung Sambier sind, konnte Scott bei der Präsidentschaftswahl 2015 nicht als Kandidat antreten. Er zerstritt sich mit dem Nachfolger Satas, Edgar Lungu und seine Partei, die PF, schloss ihn zur Zeit seiner Interimspräsidentschaft und während des beginnenden Wahlkampfes Ende November 2014 von allen Parteiämtern aus.
Bei der Präsidentschaftswahl am 20. Januar 2015 wurde Edgar Lungu zum Nachfolger Scotts ins Amt des Präsidenten gewählt. In der Folge überwarf sich Scott mit der Patriotic Font und schloss sich vor den Wahlen 2016 der oppositionellen United Party for National Development (UPND) unter Hakainde Hichilema an.

## Privatleben
Scott wurde am 1. Juni 1944 im nordrhodesischen Livingstone geboren. Sein Vater, Alec Scott, war 1927 in die britische Kolonie Nordrhodesien eingewandert, seine Mutter Grace zog 1940 nach. Sein Vater war schottischer Herkunft, seine Mutter stammte aus Watford in England. Scott ging erst im damaligen Südrhodesien (dem heutigen Simbabwe) zur Schule und setzte seine akademische Ausbildung im Vereinigten Königreich fort. Er studierte Wirtschaft an der Cambridge University, wo er 1965 einen Abschluss erwarb, und kehrte nach Sambia zurück, um dort eine Stelle als Planer im Finanzministerium anzunehmen. 1970 gründete er Walkover Estates, einen Landwirtschaftsbetrieb für Cash Crops (darunter Weizen, Erdbeeren und Gemüse). Anfang der 1980er Jahre kehrte er in das Vereinigte Königreich zurück. An der Oxford University arbeitete er als Dozent und Forscher im Fachgebiet Robotik. 1986 erwarb er einen Doktorgrad in Kognitionswissenschaft von der britischen University of Sussex. Das Thema seiner Arbeit lautet Local and global interpretation of moving images (etwa: „Lokale und globale Interpretation von bewegten Bildern“).
Scott ist mit der Ökonomin und Sozialpolitikerin Charlotte Harland Scott verheiratet und Vater von vier Kindern.

## Werke
- Adventures in Zambian Politics: A Story in Black and White. Lynne Rienner, Boulder 2019, ISBN 978-1-62637-759-2.